# قشلاق أمير خانلو قرة سقل
قشلاق أمير خانلو قرة سقل هي قرية في مقاطعة بارس أباد، إيران. عدد سكان هذه القرية هو 121 في سنة 2006.